# Pachycheles biocellatus
Pachycheles biocellatus is een tienpotigensoort uit de familie van de Porcellanidae. De wetenschappelijke naam van de soort is voor het eerst geldig gepubliceerd in 1878 door Lockington.